# Michalovce
Michalovce (bis 1927 slowakisch „Michaľovce“; deutsch Großmichel, ungarisch Nagymihály) ist eine Stadt im Osten der Slowakei, nahe der Grenze zur Ukraine.

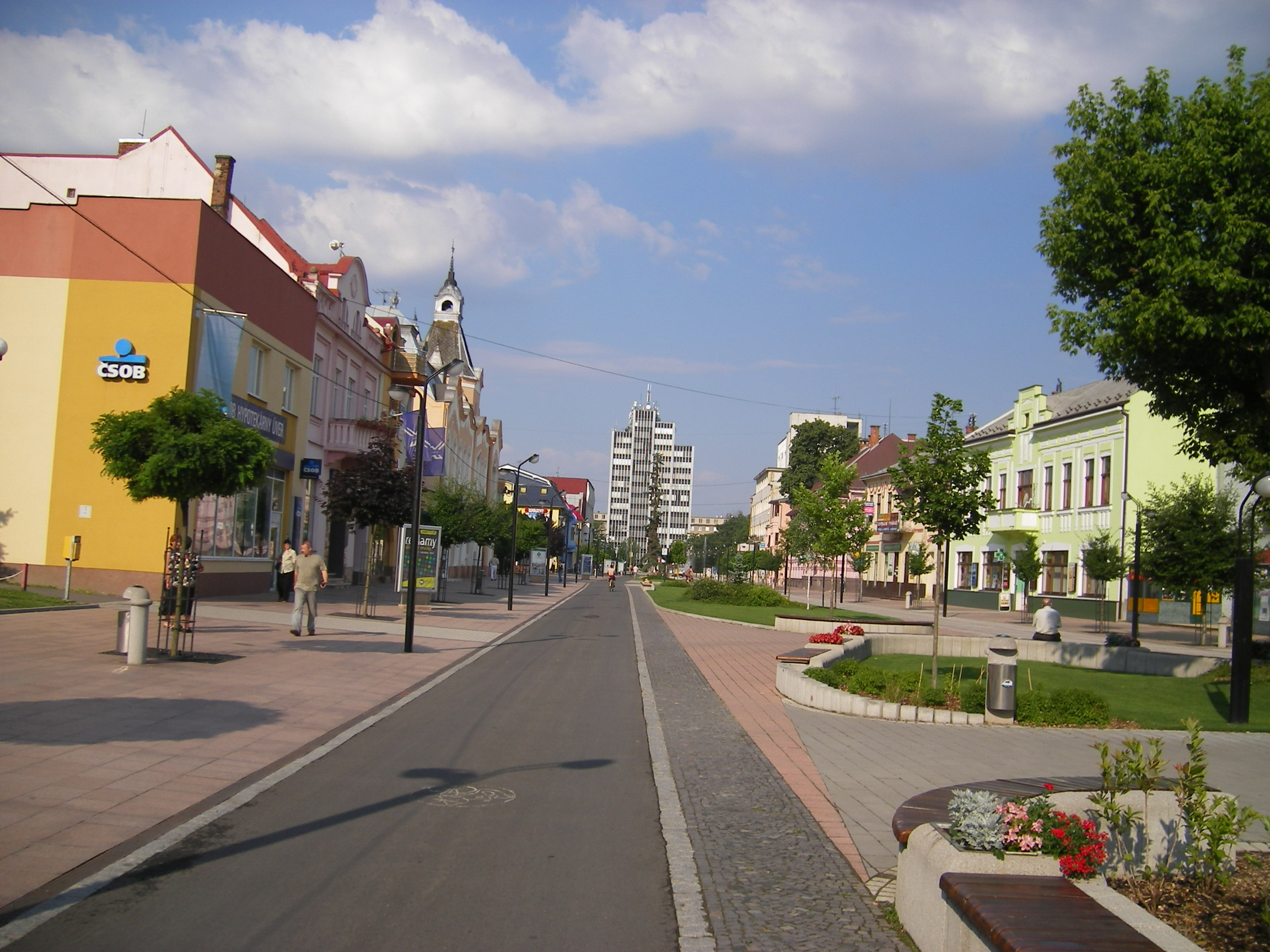
Blick auf die Innenstadt

Sie hat rund 40.000 Einwohner und ist die Hauptstadt des Okres Michalovce.

## Geschichte
Der Ort wurde 1244 zum ersten Mal schriftlich erwähnt. Bis 1918 gehörte die Stadt zum Königreich Ungarn und kam dann zur neu entstandenen Tschechoslowakei.

## Lage
Die Stadt liegt am Fluss Laborec im Norden der ostslowakischen Tiefebene etwa 50 Kilometer östlich von Košice, dem Zentrum der Ostslowakei. Verwaltungstechnisch gehört Michalovce zum Košický kraj. Die Region gehört zu den wärmsten der Slowakei und hat bis zu 2200 Sonnenstunden pro Jahr bei einer durchschnittlichen Jahrestemperatur von 9–10 °C. Seit 1966 befindet sich östlich der Stadt der Stausee Zemplínska šírava.

## Bevölkerung
| Jahr:                | 1994.  | 2004.   | 2014.   | 2024.    |
| -------------------- | ------ | ------- | ------- | -------- |
| Anzahl der Personen: | 40.836 | 39.842  | 39.510  | 35.310   |
| Unterschied:         |        | -2,43 % | -0,83 % | -10,63 % |

| Jahr:                | 2023.  | 2024.   |
| -------------------- | ------ | ------- |
| Anzahl der Personen: | 35.584 | 35.310  |
| Unterschied:         |        | -0,77 % |

## Sehenswertes
Das Stadtzentrum weist nur wenigen alten Baubestand auf, aber – wie viele Städte der östlichen Slowakei – einen großen zentralen Platz, der als Freizeit- und Einkaufszentrum gestaltet ist. Im Westen Michalovces, an der Hauptstraße nach Košice, sind mehrere Industriebetriebe angesiedelt.
Ein sehr schönes Gebäude ist das Schloss Michalovce mit umgebendem Park am Ufer des Laborec. Es wurde als rechteckiger Renaissance-Bau mit offenen Arkaden im 17. Jahrhundert, an der Stelle eines älteren Bauwerks (wahrscheinlich einer häufig erwähnten Burg) gebaut. Das Schloss wurde später mehrmals umgestaltet. Heute befindet sich darin ein Museum.
Neben dem Schloss steht eine katholische Barock-Wallfahrtskirche aus dem 14.–15. Jahrhundert. Außerdem gibt es zwei griechisch-katholische Kirchen von 1772 (Rokoko) bzw. 1931–34 (neobyzantinischer Stil).
Auf dem Hügel Hrádok steht das Mausoleum der Familie Sztáray, das als freie Nachbildung der Michaels-Kirche in Košice im neogotischen Stil 1893–1898 errichtet wurde.

## Geographie
Im Umkreis von Michalovce breitet sich das Ostslowakische Tiefland aus, das in der Höhenlage nur wenige Meter über der Ostpannonischen Ebene liegt, in die es 50 km südlicher übergeht. Der Laborec und die anderen Flüsse (Latorica, Topľa und Ondava) entwässern nach Süden in den Bodrog und zur nahen Theiß und sind teilweise von Auwald begleitet.
Zur Region gehören die Bezirke Trebišov, Michalovce und Sobrance, und im Norden die Gebirge Slanské vrchy und Vihorlat (1076 m).
Gleich jenseits der Grenze zur Ukraine, die etwa 40 km entfernt ist, liegt die Universitätsstadt Uschhorod (siehe auch Geschichte der Karpato-Ukraine).

## Geologie und Natur
Den geologischen Untergrund im Nordteil der Tiefebene bilden am Mittellauf des Laborec Tertiär- und Quartärablagerungen. Aus der fruchtbaren Ebene (Höhe etwa 110–115 m) ragen zwei niedrige, bewaldete Hügelketten, der Hrádok (163 m) und der größere Biela hora (159 m). Ihre Geologie wird von Lockersedimenten und Sandsteinen geprägt.
Die Stadt liegt in der Ebene nahe dem Zemplínska šírava (11 × 3 Kilometer), einem großen Stausee und Zentrum des lokalen Tourismus. Er wurde bis 1966 am südlichen Abhang der Biela hora gebaut; anschließend entwickelte er sich zu einem Zentrum für Erholung und Sport. Der See ist stark von Touristen frequentiert. Sein Ostteil ist Vogelschutzgebiet mit einer ornithologischen Station.
Aufgrund der günstigen Lage und des sehr warmen Kontinentalklimas im Sommer – es entspricht etwa dem von Pannonien – wird in der Umgebung des Stausees Wein angebaut.

## Stadtgliederung
Die Stadt gliedert sich in 8 Stadtteile in 5 Katastergebieten:
- Michalovce
  - Michalovce
- Stráňany (1925 eingemeindet)
- Topoľany (1960 eingemeindet)
  - Topoľany
  - Žabany
- Močarany (1960 eingemeindet)
  - Betlenovce
  - Milovaná
  - Močarany
- Vrbovec (1960 eingemeindet)
  - Meďov
  - Vrbovec

## Söhne und Töchter der Stadt
- Dániel Oláh (1881–1923), ungarischer Metallarbeiter, Abgeordneter und Minister
- Gorazd Zvonický (1913–1995), SDB, katholischer Priester, Dichter, Linguistik Übersetzer und Jugendseelsorger.[4]
- Dušan Klein (1939–2022), Filmregisseur und Drehbuchautor
- Jan Koba (* 1962), Radrennfahrer
- Miroslav Konštanc Adam (* 1963), Theologe und Rechtswissenschaftler
- Nifra (Nikoleta Frajkorova) (* 1988), Musikproduzentin und DJ[5]
- Dominika Horňáková (* 1991), Handballspielerin und -trainerin

## Sport
Der Eishockeyverein HK Dukla Michalovce spielt in der zweitklassigen 1. Eishockey-Liga. Der Damenhandballverein IUVENTA Michalovce nimmt an der Women Handball International League teil. Weitere Vereine aus der Ortschaft sind der MFK Zemplín Michalovce, ŠK Zemplín Judo Michalovce, 1. BK Michalovce und HC winLand Michalovce.

## Städtepartnerschaften
Die folgenden Städtepartnerschaften werden gepflegt:
- Vyškov, Tschechien
- Villa Real, Spanien
- Jarosław, Polen
- Sátoraljaújhely, Ungarn
- Užhorod, Ukraine
- Kavarna, Bulgarien
- Cognac, Frankreich
- Liptovský Mikuláš, Slowakei